# Mariano Majani
Mariano Majani (Orbetello, 2 ottobre 1899 – Roma, 14 luglio 1969) è stato un militare italiano, insignito della medaglia d'oro al valor militare a vivente nel corso della seconda guerra mondiale.

## Biografia
Nacque a Orbetello, provincia di Grosseto, il 2 ottobre 1899, figlio di Domenico e Erminia Bombardieri. 
Chiamato a prestare servizio militare nel Regio Esercito nel giugno 1917, in piena prima guerra mondiale, partecipò alle operazioni belliche sul fiume Piave con il 12º Reggimento fanteria. Dopo un breve corso per allievi ufficiali di complemento presso la Scuola di applicazione di fanteria a Parma, nel novembre 1918 fu nominato sottotenente dell'arma di fanteria, assegnato al 31º Reggimento fanteria mobilitato. Nel 1920 venne inviato in Albania, e successivamente congedato nel corso del 1921. Fu richiamato in servizio, a domanda, dal gennaio 1923 e trasferito nel Regio corpo truppe coloniali della Tripolitania entrando in servizio permanente effettivo. Promosso tenente nel luglio 1926 partecipò alle operazioni per la riconquista del Fezzan e dell'oasi di Cufra con il IV Gruppo Sahariano. Rientrato nel luglio 1932 in Italia, nel settembre 1935, fu nuovamente destinato in Colonia assegnato al Regio corpo truppe coloniali della Somalia italiana e partecipò alla guerra d'Etiopia con il IV Gruppo bande Dubat. Promosso capitano il 1º gennaio 1937 fu assegnato al XLIX Battaglione coloniale e successivamente, nel gennaio 1939, al LVII Battaglione coloniale. All'inizio della seconda guerra mondiale, assegnato al Comando Divisione Speciale Harar, fu addetto al collegamento con la XIV Brigata e, a capo dei reparti di esplorazione e di informazione, partecipò alla conquista della Somalia britannica. Rimase ferito gravemente nel combattimento del 12 agosto 1940 a Daharboruk, e rifiutò ogni cura fino a quando non venne a conoscenza del felice esito dell'operazione. Amputatagli la gamba destra presso l'ospedaletto da campo, fu poi fatto prigioniero di guerra dagli Alleati presso l'ospedale militare di Addis Abeba nell'aprile 1941. Decorato con la medaglia d'oro al valor militare a vivente, ritornò in Italia a seguito di uno scambio di prigionieri nel giugno 1943 e, dopo subito lunghe degenze ospedaliere, venne collocato in congedo assoluto nell'ottobre 1949 ed iscritto nel ruolo d'onore con il grado di tenente colonnello. Fu promosso colonnello nel 1951 e generale di brigata nel 1960. Si stabilì a Roma.

### Fonti
1. 1 2 3 4 5 6 7 8 9 10 11 12 13 14  Combattenti Liberazione.
2. 1 2 3  Gruppo Medaglie d'Oro al Valor Militare 1965, p. 424.
3. ↑   Medaglia d'oro al valor militare, su quirinale.it, Quirinale. URL consultato l'11 luglio 2021.
4. ↑  Bollettino Ufficiale 31 luglio 1951, dispensa 21ª, registrato alla Corte dei Conti addì 16 maggio 1951, registro n.119, foglio 233.